# توشییا شیگه‌ناری
توشییا شیگه‌ناری (ژاپنی: 重成 俊弥؛ زادهٔ ۱۱ سپتامبر ۱۹۹۰) یک بازیکن فوتبال اهل ژاپن است.
از باشگاه‌هایی که در آن بازی کرده‌است می‌توان به باشگاه فوتبال گیفو اشاره کرد.